# Ulrich Gösele

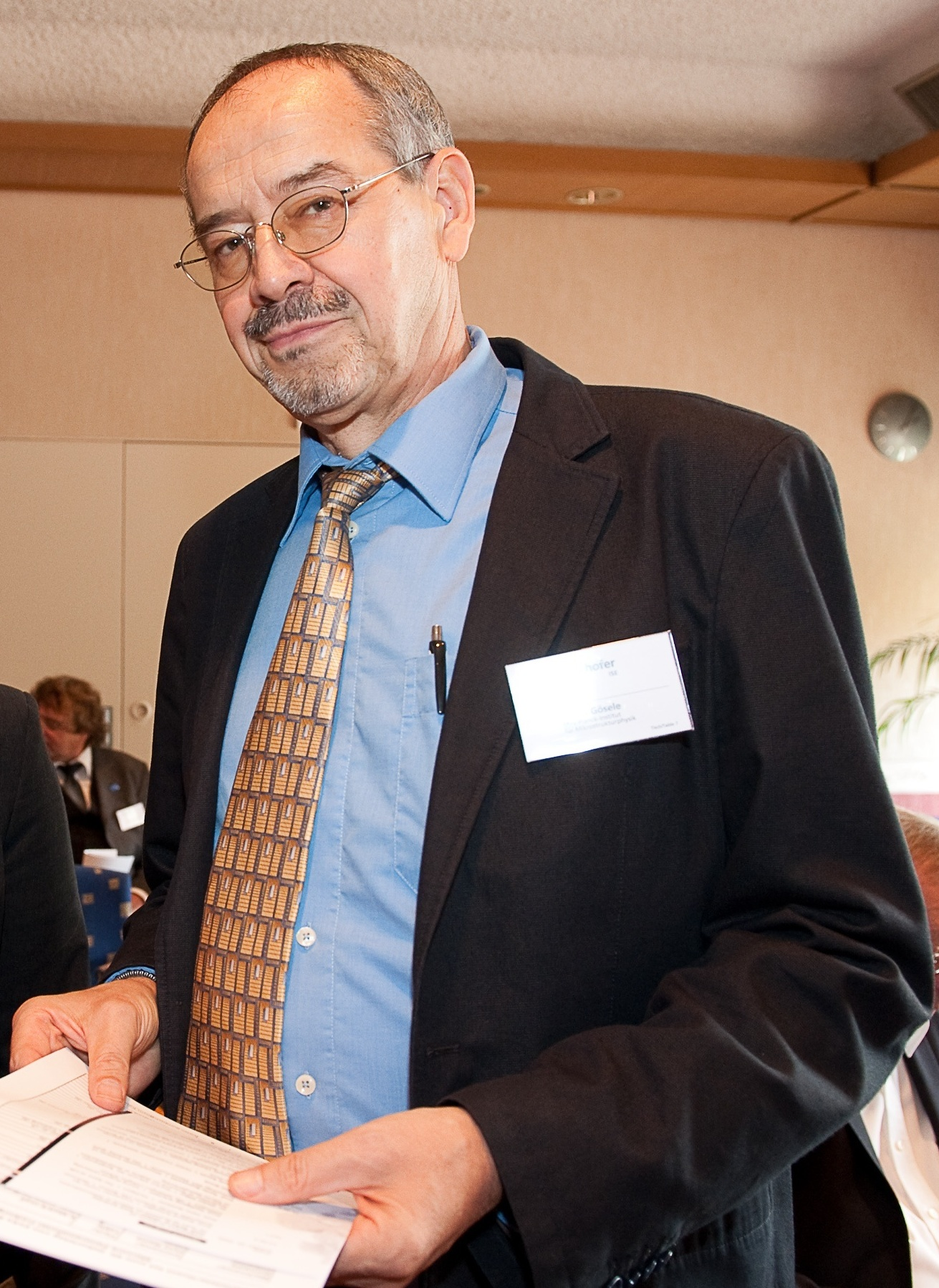
Ulrich Gösele

Ulrich Michael Gösele (* 25. Januar 1949 in Stuttgart; † 8. November 2009 in Halle (Saale)) war ein deutscher Physiker. Er war seit 1993 Direktor am Max-Planck-Institut für Mikrostrukturphysik in Halle.

## Leben
Gösele studierte Physik und promovierte 1975 an der Universität Stuttgart mit einer Arbeit über die Weiterentwicklung der Theorie diffusionsbestimmter, bimolekularer Reaktionen mit Anwendungen; seine Dissertation erarbeitete er bei Alfred Seeger am Max-Planck-Institut für Metallforschung. Danach war er als Gastwissenschaftler in Südafrika und am Thomas J. Watson Research Center der IBM in Yorktown Heights (USA) tätig, bevor er ans Max-Planck-Institut für Metallforschung zurückkehrte. Auf Grund seiner dortigen Forschungen zum Thema Reaktionskinetik und Diffusion in kondensierten Systemen habilitierte er sich 1980 an der Universität Stuttgart. Nach kurzen Aufenthalten an den Forschungslaboratorien von Siemens in München und erneut am IBM Thomas J. Watson Research Center wurde er 1985 als Full Professor an die Duke University in North Carolina (USA) berufen. Von dort kehrte er 1993 als wissenschaftliches Mitglied zur Max-Planck-Gesellschaft zurück und übernahm die Leitung einer experimentellen Abteilung am Max-Planck-Institut für Mikrostrukturphysik. 1994 erhielt er eine Honorarprofessur an der Martin-Luther-Universität Halle-Wittenberg. Gastaufenthalte führten ihn nach Japan und 2003 an die Harvard University (USA).

## Lebenswerk
Das Arbeitsgebiet von Gösele umfasste vor allem Themen der Halbleiterphysik und -technik sowie Festkörper-Nanostrukturen. Er forschte gemeinsam mit den zahlreichen Mitarbeitern seiner Abteilung unter anderem über die Herstellung und Charakterisierung von funktionellen Nanostrukturen auf der Grundlage von Verbindungshalbleitern wie Silizium oder Oxiden, Diffusion und Defekte in Halbleitern, selbstorganisierte Strukturbildung im Nanometerbereich, Nanodrähte und Nanoröhren, Photonische Kristalle und oxidische Funktionsmaterialien. Er ist Koautor von mehr als 700 Originalveröffentlichungen und Herausgeber mehrerer Bücher.
Gösele war maßgeblich am Auf- und Ausbau des Max-Planck-Instituts für Mikrostrukturphysik sowie an der Weiterentwicklung der Wissenschaftslandschaft im Süden Sachsen-Anhalts, insbesondere des Weinberg-Campus in Halle, beteiligt. Er war Mitinitiator wissenschaftlicher Kooperation zwischen der Max-Planck-Gesellschaft und der Fraunhofer-Gesellschaft, insbesondere auch zwischen dem Max-Planck-Institut für Mikrostrukturphysik und dem Fraunhofer-Institut für Werkstoffmechanik IWM, aus dessen Standort in Halle mittlerweile das Fraunhofer-Institut für Mikrostruktur von Werkstoffen und Systemen hervorgegangen ist. Darüber hinaus ist sein großes Entgegenkommen bei Beratungstätigkeiten für Vertreter von regionalen Entwicklungspotenzialen und der Landes-Ansiedlungs-Gesellschaft IMG (Investitions- und Marketinggesellschaft Sachsen-Anhalt) zu nennen.

## Auszeichnungen und Mitgliedschaft in wissenschaftlichen Gremien
- Wissenschaftliches Mitglied der Max-Planck-Gesellschaft
- Mitglied der Deutschen Akademie der Naturforscher Leopoldina
- Mitglied des Wissenschaftlich-Technischen Ausschusses des Aufsichtsrates des Forschungszentrums Karlsruhe und des Karlsruhe Institutes of Technology
- Mitglied des Kuratoriums des Fraunhofer-Instituts für Werkstoffmechanik
- Mitglied im Innovationsrat des Landes Sachsen-Anhalt[1]
- Mitglied der Kaiserlich-Königlichen Böhmischen Physikalischen Gesellschaft
- Honorary Professor, Institute of Semiconductors, Chinese Academy of Beijing, PR China
- Fellow of the Institute of Physics, UK
- Electronics Division Award of the Electrochemical Society, USA
- Adjunct Professor of Materials Science, Duke University, USA
- Board of Directors, Materials Research Society, USA
- Fellow of the American Institute of Physics, USA
- Fellow der American Physical Society, USA (2000)[2]